# Dämpfungsgrad
Der Dämpfungsgrad, auch Dämpfungsmaß oder Lehrsches Dämpfungsmaß (nach Ernst Lehr), übliches Formelzeichen {\displaystyle D}, ist in der Physik ein Maß für die Dämpfung eines schwingfähigen Systems. Er ist eine Größe der Dimension Zahl. An ihm kann abgelesen werden, wie sich das System nach einer Anregung verhält.

## Hintergrund
Die Differentialgleichung eines linearen gedämpften Oszillators kann unabhängig vom physikalischen Hintergrund des Schwingungssystems auf folgende Form gebracht werden:
{\displaystyle {\ddot {x}}+2D\omega _{0}{\dot {x}}+\omega _{0}^{2}x=0}
Dabei sind:
- {\displaystyle D}: Dämpfungsgrad
- {\displaystyle \omega _{0}}: Eigenkreisfrequenz des ungedämpften Systems

### Mechanische Systeme
Für einen Feder/Masse-Schwinger berechnet sich die Lehrsche Dämpfung zu:
{\displaystyle D={\frac {d}{2{\sqrt {m\cdot k}}}}\ ={\frac {d\omega _{0}}{2k}}\ ={\frac {d}{2m\omega _{0}}}}
Dabei sind:
{\displaystyle d}: Dämpfungskonstante
{\displaystyle k}: Federkonstante oder Federsteifigkeit
{\displaystyle m}: Masse
Die Kennkreisfrequenz entspricht der Eigenfrequenz des ungedämpften Systems und ist hier {\displaystyle \omega _{0}={\sqrt {\frac {k}{m}}}}.
In Anlehnung an die Verwendung im englischen Sprachgebrauch lässt sich der Dämpfungsgrad als Verhältnis von Dämpfungskonstante {\displaystyle d} zur kritischen Dämpfungskonstante {\displaystyle d_{k}} verstehen. Das heißt
{\displaystyle D={\frac {d}{d_{k}}}}
Dabei ist die kritische Dämpfungskonstante die Dämpfung, die nötig ist, um den aperiodischen Grenzfall zu erreichen.

### Elektrische Systeme
Für elektrische Schwingkreise gilt (siehe Gütefaktor)
| beim Reihenschwingkreis:                                                                      | beim Parallelschwingkreis:                                                                      |
| {\displaystyle D={\frac {R}{2L\omega _{0}}}={\frac {R}{2}}\cdot {\sqrt {\,{\frac {C}{L}}\,}}} | {\displaystyle D={\frac {1}{2RC\omega _{0}}}={\frac {1}{2R}}\cdot {\sqrt {\,{\frac {L}{C}}\,}}} |

Dabei sind
{\displaystyle R}: Widerstand
{\displaystyle C}: Kapazität
{\displaystyle L}: Induktivität

## Stabilitätsbetrachtung
Der Dämpfungsgrad kann zur Charakterisierung des Schwingverhaltens herangezogen werden. Dafür betrachtet man die Lösung des charakteristischen Polynoms der Differentialgleichung:
{\displaystyle \lambda _{1,2}=-\omega _{0}(D\pm {\sqrt {D^{2}-1}})}
Nun unterscheidet man je nach Größe des Dämpfungsgrades:
- {\displaystyle D<0}: instabil – Aufschwingendes System
- {\displaystyle D=0}: ungedämpft, grenzstabil – Dauerschwingung mit konstanter Amplitude
- {\displaystyle 0<D<1}: gedämpfte Schwingung (Fall der schwachen Dämpfung)
- {\displaystyle D=1}: aperiodischer Grenzfall – gerade kein Überschwingen (Fall der kritischen Dämpfung)
- {\displaystyle D>1}: aperiodische Lösung – nicht schwingend (asymptotische Annäherung an den Schwingungsmittelpunkt für {\displaystyle t\rightarrow \infty }, Kriechfall)

## Sonstige Dämpfungsmaße

### Logarithmisches Dekrement
Der Dämpfungsgrad {\displaystyle D} beschreibt das Schwingverhalten eines ganzen physikalischen Systems. Er steht in direkter Beziehung zum logarithmischen Dekrement {\displaystyle \Lambda } über die Gleichung:
{\displaystyle D={\frac {\Lambda }{\sqrt {(2\pi )^{2}+\Lambda ^{2}}}}.}
Diese Größe ist auch als logarithmisches Dämpfungsmaß in dB zu finden.

### Dämpfungsmaß in der Akustik
Das Dämpfungsmaß mit dem Formelzeichen {\displaystyle a} ist bei einer ebenen Welle das logarithmierte Verhältnis der Amplituden einer Feldgröße (z. B. Schalldruck) an zwei in Richtung der Schallausbreitung hintereinander liegenden Punkten; (DIN 1320).

### Dämpfungsmaß in der Elektrotechnik
In der Elektrotechnik wird das Dämpfungsverhalten von Schwingkreisen durch den Gütefaktor angegeben. Zwischen Gütefaktor {\displaystyle Q} und Dämpfungsgrad gilt die Beziehung:
{\displaystyle Q={\frac {1}{2D}}}